# Bugatti Type 47

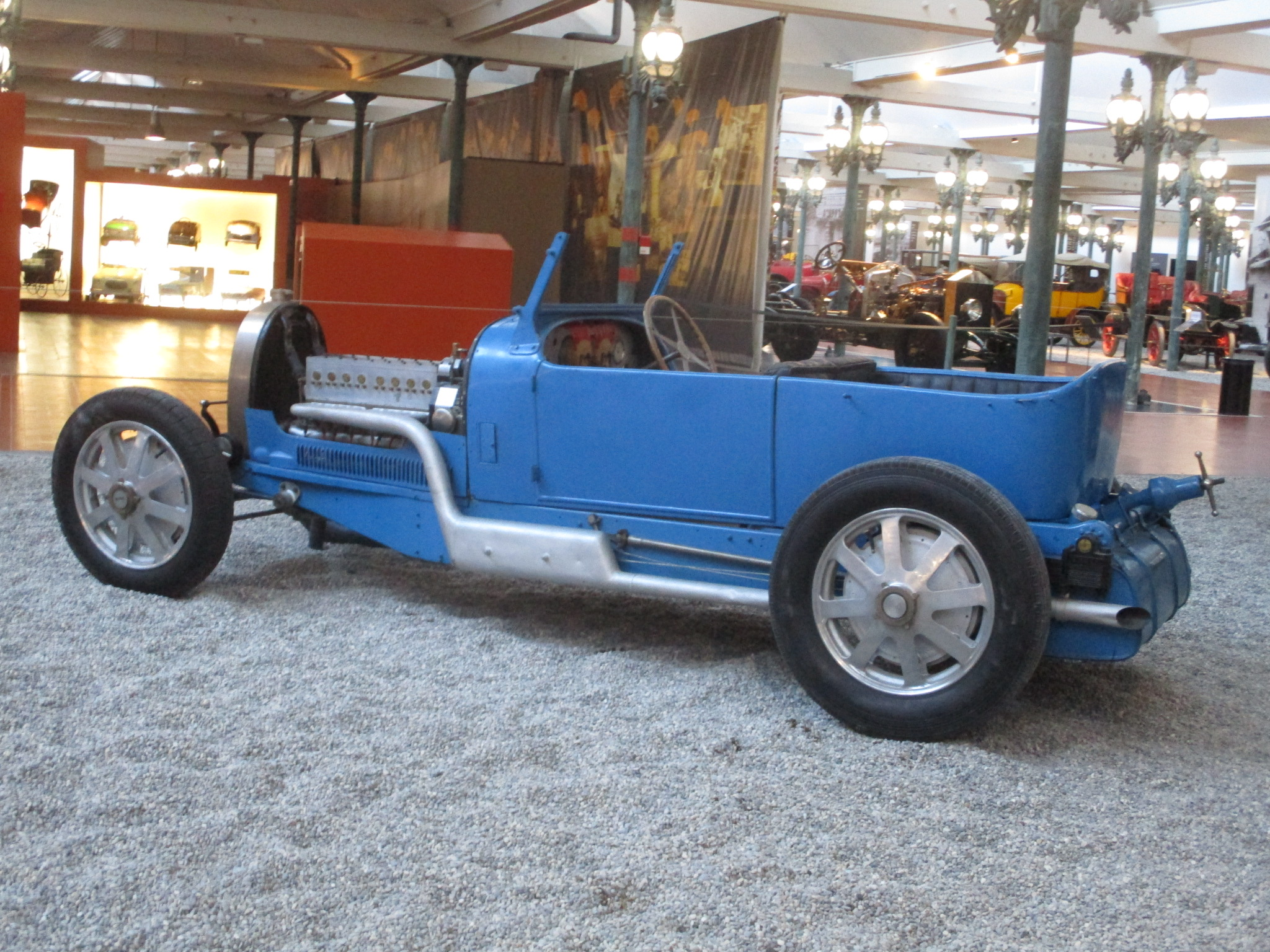
Seitenansicht

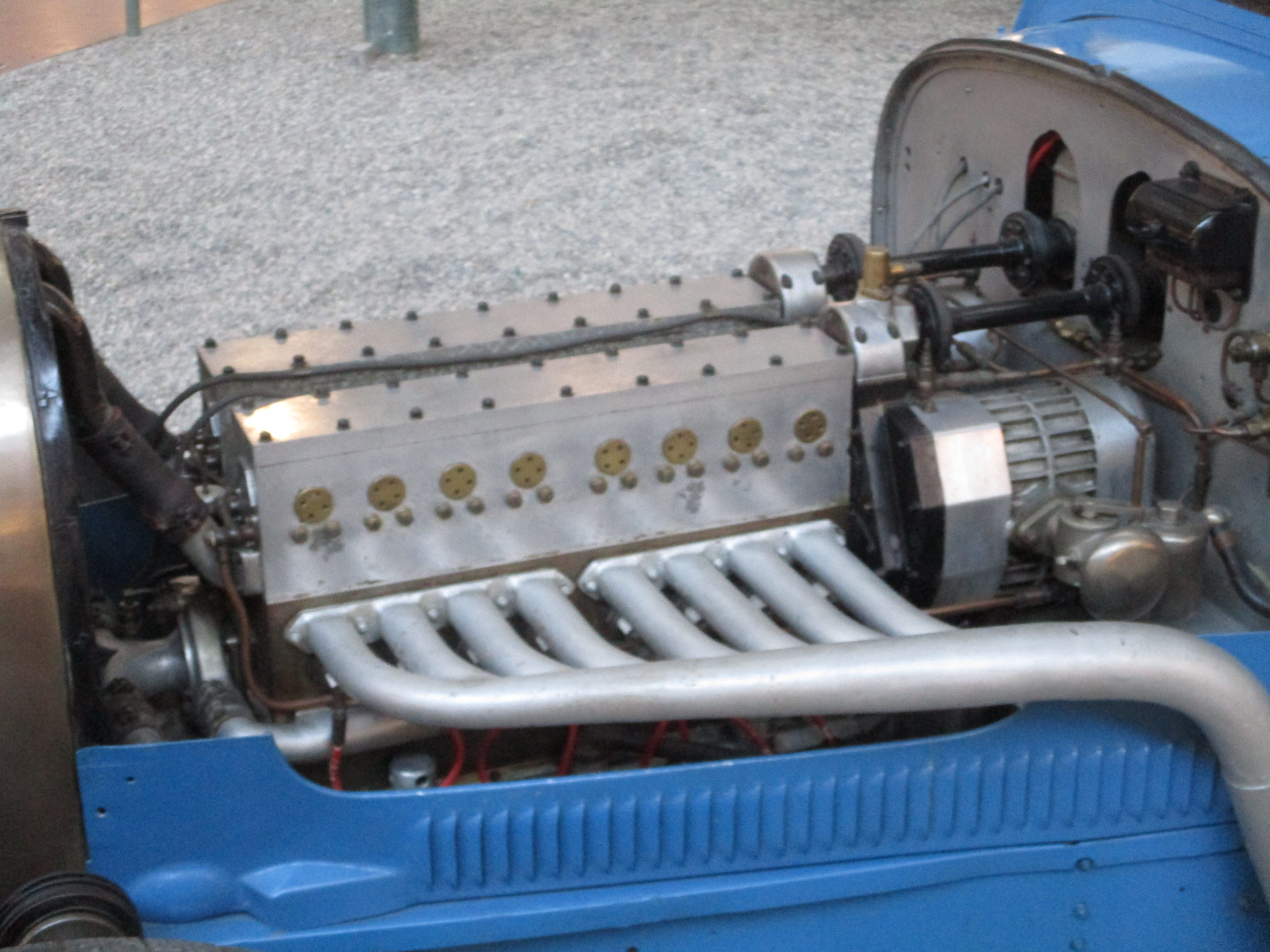
Blick auf den Motor

Der Bugatti Type 47 ist ein Pkw-Modell. Hersteller war Bugatti aus Frankreich.

## Beschreibung
Auf Basis des Rennwagens Type 45 entstand dieser Prototyp. Er hat ebenfalls einen Sechzehnzylindermotor, der aus zwei nebeneinander angeordneten Achtzylinder-Reihenmotoren zusammengesetzt ist. Es gibt nur einen Motorblock und eine gemeinsame Ölwanne. Die Kurbelwelle ist neunfach gelagert. Jeder Zylinder hat zwei Einlassventile und ein Auslassventil. Die beiden Vergaser von Zénith und die beiden Kompressoren von Roots befinden sich hinter dem Motorblock. 60 mm Bohrung und 66 mm Hub ergeben 2986 cm³ Hubraum. Es sind die gleichen Zylindermaße wie beim Type 39. Der Motor leistet 240 PS.
Der Motor ist wassergekühlt. Er ist vorne im Fahrgestell eingebaut und treibt über ein Vierganggetriebe und eine Kardanwelle die Hinterachse an.
Der Radstand beträgt 275 cm und die Spurweite 125 cm. Das Fahrzeug ist 374 cm lang und 135 cm breit. Das Fahrgestell wiegt 900 kg. Die Trommelbremsen werden über Seilzüge betätigt.
Das Fahrzeug war als Sportwagen gedacht, der auch bei Autorennen eingesetzt werden sollte. Eine Quelle vermutet, dass er beim 24-Stunden-Rennen von Le Mans starten und dort gegen die Fahrzeuge von Bentley und Mercedes-Benz antreten sollte.
Als Zeitraum der Entwicklung dieses Fahrzeugs ist 1929 bis 1930 angegeben. Im Dezember 1929 gab Ettore Bugatti einen Prospekt für das Fahrzeug heraus. Genannt werden 42.000 Reichsmark bzw. 250.000 Franc zuzüglich 4.300 RM bzw. 25.000 Franc für eine Torpedokarosserie für Sportwagenrennen. Allerdings wurde das Fahrzeug damals nicht fertiggestellt. Eine zweitürige Karosserie als Tourenwagen mit vier Sitzen wurde später angefertigt. Das Fahrzeug ist erhalten geblieben und in der Cité de l’Automobile in Mülhausen ausgestellt.